# Alpuech
Alpuech korábbi község Franciaország Okcitánia régiójában, Aveyron megyében. Lakosainak száma 70 fő (2018. január 1.). Alpuech Lacalm, Laguiole, La Terrisse, Vitrac-en-Viadène és La Trinitat községekkel határos.
2016. január 1-jén öt másik korábbi községgel egyesült és az így létrejött Argences en Aubrac új község része lett.

## Népesség
A település népességének változása:
| Lakosok száma | 155  | 111  | 84   | 78   | 79   | 81   | 72   | 64   | 71   | 70   |
|               | 1962 | 1968 | 1982 | 1990 | 1999 | 2008 | 2011 | 2013 | 2017 | 2018 |